# Saturn (SZA)
Saturn è un singolo della cantautrice statunitense SZA, pubblicato il 22 febbraio 2024 come primo estratto dalla riedizione di SOS, intitolata Lana.
Il brano è stato candidato agli MTV Video Music Awards 2024 come canzone dell'estate e ai Grammy Awards 2025 come miglior interpretazione R&B, vincendo quello alla miglior canzone R&B.

## Antefatti e pubblicazione
Già dal dicembre 2022, nel corso di svariate interviste rilasciate a Consequence, Rolling Stones e a Most Requested Live, SZA aveva iniziato ad anticipare la possibilità di una versione deluxe di SOS contenente alcuni dei brani scartati dalla lista tracce dell'album.
Il 25 febbraio 2023 Billboard ha dichiarato che dieci brani avrebbero fatto parte di un'edizione deluxe di SOS. Nel settembre successivo, in occasione di una festa organizzata dalla cantante stessa, SZA ha ufficializzato la notizia descrivendo il progetto come «un album totalmente nuovo, contenente dalle 7 alle 10 canzoni». In quell'occasione SZA ha eseguito quattro nuovi brani che, secondo le indiscrezioni, sarebbero stati aggiunti all'album tra cui anche Saturn.
Il 10 dicembre 2023, tramite il suo account Instagram, SZA ha pubblicato sei versioni alternative della possibile copertina di Lana, titolo dato alla didascalia di ogni singolo post. Qualche giorno dopo Billboard ha ipotizzato che la data di uscita dell'album fosse prevista per il 15 di dicembre, un venerdì, coincidente con le date di pubblicazione nell'industria musicale internazionale, per via del fatto che in una delle foto SZA indossasse una maglietta da football indicante il numero 15, previsione però risultata errata.
Durante la 66ª edizione dei Grammy Award, che si è tenuta il 4 febbraio 2024, SZA ha tenuto un'esibizione come parte di una collaborazione commerciale con Mastercard, cantando ufficialmente per la prima volta davanti al grande pubblico il brano Saturn. Saturn è stato pubblicato a sorpresa il 22 febbraio 2024 sulle principali piattaforme di streaming e di download digitali, attraverso un pacchetto contenente anche altre quattro versioni del brano: dal vivo, sped up, a cappella e strumentale.

## Descrizione
Il testo di Saturn è stato scritto da SZA con la collaborazione dei produttori del brano, Carter Lang, Rob Bisel, Solomonophonic (Jared Solomon) e Monsune (Scott Zhang). Steven J. Horowitz di Variety ha descritto la produzione come «sognante e ricca», apprezzando la pienezza vocale della cantante.
Il testo del brano fa riferimento al movimento naturale di Saturno, il quale impiega circa 29 anni a completare la sua orbita intorno al sole e, ogni volta che lo fa, per l’astrologia, è sinonimo di cambiamento. SZA in Saturn, infatti, spera nello stesso cambiamento e racconta di come sia intrappolata nei pensieri negativi, cantando un testo malinconico e dal molteplice significato, con un focus principale sulla salute mentale e sulla ricerca di un nuovo equilibrio. Nel brano SZA esprime la sua delusioni nei confronti della vita sul pianeta Terra, ritenendo che il divertimento che le era stato promesso dalla vita non è in realtà come viene raccontato, domandandosi se un giorno ci sarà un miglioramento. Nel ritornello la cantante vagheggia l'idea che la vita su Saturno potrebbe essere migliore di quella che attualmente vive, in un luogo dove potrebbe essere libera dal peso dell'angoscia. Più avanti il brano prende una svolta più positiva, lasciando spazio alla speranza. Questa parte è in linea con quanto SZA ha dichiarato alla rivista People durante la sua intervista dopo lo spettacolo dei Grammy Awards, durante la quale ha ammesso che Saturn è dedicata a tutte quelle persone che desiderano scappare su un altro pianeta ma che poi trovano «qualcosa che valga la pena salvare» sulla Terra.

## Tracce
Testi e musiche di Solána Rowe, Carter Lang, Rob Bisel, Jared Solomon, Scott Zhang e Cian Ducrot.
1. Saturn – 3:06
2. Saturn (Live) – 3:01
3. Saturn (Sped Up) – 2:39
4. Saturn (Acapella) – 3:06
5. Saturn (Instrumental) – 3:06

## Formazione
Musicisti
- SZA – voce
- Carter Lang – cori, tastiera, chitarra
- Rob Bisel – cori, tastiera, chitarra
- Jared Solomon – batteria
- Scott Zhang – produzione, tastiera
- Cian Ducrot – cori

Produzione
- Carter Lang – produzione
- Jared Solomon – produzione
- Rob Bisel – produzione, ingegneria del suono, missaggio
- Dale Becker – mastering
- Hector Castro – ingegneria del suono
- Syd Tagle – assistenza all'ingegneria del suono
- Robert N. Johnson – assistenza all'ingegneria del suono
- Trey Pearce – assistenza all'ingegneria del suono
- Katie Harvey – assistenza all'ingegneria del suono
- Noah McCorkle – assistenza all'ingegneria del suono

## Successo commerciale
Negli Stati Uniti Saturn ha debuttato alla sesta posizione della Billboard Hot 100, grazie a 25 milioni di streaming, 960 000 audience radiofonica e 2 000 download digitali venduti nella prima settimana di disponibilità, diventando la decima top 10 nel Paese per l'artista. Nella Hot R&B Songs Saturn si è sostituito a Snooze, della stessa SZA, alla prima posizione della classifica. Così facendo, l'artista è riuscita a rimanere per un anno intero in vetta alla suddetta classifica.
Nel resto del mondo, Saturn ha debuttato nella top 10 delle classifiche di Canada, Australia e Nuova Zelanda e nella top 20 della classifica britannica.

## Classifiche

### Classifiche settimanali
| Classifica (2024)   | Posizione massima |
| ------------------- | ----------------- |
| Australia           | 8                 |
| Canada              | 8                 |
| Emirati Arabi Uniti | 18                |
| Grecia              | 60                |
| Indonesia           | 6                 |
| Irlanda             | 21                |
| Malaysia            | 4                 |
| Nuova Zelanda       | 5                 |
| Paesi Bassi         | 60                |
| Portogallo          | 79                |
| Regno Unito         | 15                |
| Singapore           | 5                 |
| Stati Uniti         | 6                 |
| Svezia              | 49                |
| Svizzera            | 96                |

### Classifiche di fine anno
| Classifica (2024) | Posizione |
| ----------------- | --------- |
| Australia         | 43        |
| Canada            | 50        |
| Filippine         | 21        |
| Nuova Zelanda     | 26        |
| Stati Uniti       | 19        |